# Đội tuyển Fed Cup Gruzia
Đội tuyển Fed Cup Gruzia đại diện Gruzia ở giải đấu quần vợt Fed Cup và được quản lý bởi Liên đoàn Quần vợt Gruzia. Đội thi đấu ở Nhóm II khu vực Âu/Phi năm 2007, nhưng được thăng hạng Nhóm I năm 2008.

## Lịch sử
Gruzia tham gia kì Fed Cup đầu tiên vào năm 1994. Thành tích tốt nhất của họ là vào đến Nhóm I các năm 1999 và 2003.

## Đội hình hiện tại (2017)
- Sofia Shapatava
- Ekaterine Gorgodze
- Mariam Bolkvadze
- Oksana Kalashnikova